# Карадуван
Карадува́н (тат. Карадуган) — деревня в Балтасинском районе Республики Татарстан. Административный центр Карадуванского сельского поселения.

## География
Деревня расположена на севере Татарстана, в юго-западной части Балтасинского района, в северо-восточной части сельского поселения, на правом берегу реки Шошма, в 7 км к западу от посёлка городского типа Балтаси. Абсолютная высота — 93 метра над уровнем моря. Ближайшие населённые пункты — Арбаш, Нижний Шубан, Тау Зары, Малые Лызи, Нижняя Ушма.

## История
Деревня была основана в период существования Казанского ханства. 
В период с XVIII по 1-ю половину XIX века население деревни относилось к категории государственных крестьян. Основные занятия жителей в этот период — земледелие и скотоводство, были распространены мукомольный, кузнечный, скорняжный, ткацкий и портняжный промыслы, торговля.
Деревня располагалась на Сибирском тракте (здесь сохранилась его часть).
В «Списке населённых мест Российской империи», изданном в 1866 году по сведениям 1859 года, населённый пункт упомянут как казённая деревня Карадуван 2-го стана Казанского уезда Казанской губернии. Располагалась при речке Шошме, на Сибирском почтовом тракте, в 95 верстах от уездного и губернского города Казани и в 33 верстах от становой квартиры в городе Арске. В деревне, в 26 дворах проживали 244 человека (112 мужчин и 132 женщины), были мечеть, почтовая станция, пересыльный этап.
В конце XVIII века в деревне действовали кожевенный завод, 2 водяные мельницы.
В начале XX века в Карадуване располагались мечеть (1866 г.), медресе, почтовая станция, этапный дом для пересыльных, постоялый двор, 4 мелочные лавки, водяная мельница. В этот период земельный надел сельской общины составлял 881 десятину.
До 1920 года деревня входила в Балтасинскую волость Казанского уезда Казанской губернии. С 1920 года в составе Арского кантона ТАССР. С 10 августа 1930 года в Тюнтерском, со 2 февраля 1932 года в Балтасинском, с 1 февраля 1963 года в Арском, с 12 января 1965 года в Балтасинском районах.
В 1925—1930 годах в деревне работала профессиональная школа по обучению пошиву одежды и обуви, вышивке (позже переведена в г. Арск). В 1926—1960 годах функционировала артель «Кызыл мехчы», в 1960—2011 — мебельное объединение.
В 1931 году в деревне был организован первый колхоз, с 1995 года сельскохозяйственный кооператив, с 2004 года ООО «Игенче».

## Население
| 1782 | 1859 | 1897 | 1908 | 1920 | 1926 | 1938 | 1949 | 1958 | 1970 | 1979 | 1989 | 2002 | 2010 | 2015 |
| ---- | ---- | ---- | ---- | ---- | ---- | ---- | ---- | ---- | ---- | ---- | ---- | ---- | ---- | ---- |
| 57   | 244  | 549  | 617  | 591  | 474  | 408  | 344  | 312  | 479  | 496  | 468  | 577  | 536  | 588  |

Национальный состав деревни — татары.

## Экономика
Жители работают преимущественно в сельскохозяйственном производственном кооперативе «Игенче», занимаются полеводством, мясо-молочным животноводством.

## Инфраструктура
В деревне действуют следующие объекты инфраструктуры:
- гимназия имени Баки Зиятдинова (с 1921 г. как начальная школа)
- дом культуры
- детский сад (1980 г.)
- библиотека (в 1930—1950 гг. — изба-читальня)
- филиал Балтасинской детской школы искусств
- фельдшерско-акушерский пункт
- спортплощадка
- отделение связи[5].

Общая площадь жилого фонда деревни — 8,76 тыс. м².
Уличная сеть Карадувана состоит из 15 улиц.

## Культура
В деревне работают музеи М. Джалиля (с 1976 г.) и «История Сибирского тракта» (с 1995 г.): площадь экспозиции 245 кв. м, свыше 5 тысяч единиц хранения.
В числе экспонатов музея М. Джалиля — мандолина, подаренная М. Джалилем М. Тагировой в начале 1930-х годов, картина Х. Якупова, бюст М. Джалиля работы Б. Урманче.
Музеи располагаются в двухэтажном доме купца М. М. Мулюкова. Здание построено в 1911 г.: на первом этаже размещались кладовые, на втором — гостиничные номера. Памятник жилой архитектуры в стиле эклектики псевдорусского направления.

## Религия
Мечеть «Хусаиновы» (2007 г.).